# Смирнов, Василий Васильевич (генерал)

Эмблема ГОМУ ГШ ВС России.

Василий Васильевич Смирнов (род. 30 марта 1950 года) — российский государственный и военный деятель. Генерал-полковник (2002).
С 2002 года начальник Главного организационно-мобилизационного управления (ГОМУ) — заместитель начальника Генерального штаба Вооружённых Сил Российской Федерации (ГШ ВС России)

## Биография
Родился в селе Пыщуг Костромской области 30 марта 1950 года. Окончил Московское военное училище гражданской обороны (МВУГО), Военную академию имени Фрунзе и Военную академию Генерального штаба. С 1967 года служил курсантом, командиром взвода, роты, батальона, начальник штаба полка. С 1982 года проходил службу в Генеральном штабе ВС СССР старшим офицер-оператором, заместителем начальника, начальником направления, заместителем начальника управления. В середине 1990-х годов стал начальником управления по комплектованию Вооруженных сил Главного организационно-мобилизационного управления (ГОМУ) ГШ, заместителем начальника ГОМУ. В 2002 года назначен на должность начальника ГОМУ — заместителя начальника Генерального штаба Вооруженных Сил России, в 2009 году уволен из рядов Вооруженных сил в запас в звании генерал-полковника, но остался в должности как гражданское лицо.

Доктор военных наук.

## Семья
Женат, двое сыновей, два внука